# Goulburn
Goulburn – miasto w Australii, w stanie Nowa Południowa Walia, nad rzeką Hawkesbury. Około 20 tys. mieszkańców.
Z Goulburn pochodzi Brooke Pratley, australijska wioślarka, wicemistrzyni olimpijska, mistrzyni świata.
W mieście znajduje się seminarium Bractwa Kapłańskiego Św. Piusa X (jedno z 6).
W mieście rozwinął się przemysł wełniarski, odzieżowy, garbarski oraz spożywczy.